# Antidote (logiciel)
Pour les articles homonymes, voir Antidote (homonymie).
Antidote est un logiciel de correction grammaticale et d’aide à la rédaction en français et en anglais qui réunit un correcteur, dix dictionnaires, dix guides linguistiques, un prisme de révision (filtres qui scrutent sous différents angles le texte : pragmatique, sémantique et logique), un prisme d’inspection et plusieurs autres outils.
Depuis 2020, Antidote est également commercialisé sous forme infonuagique, soit Antidote Web.

## Historique
Antidote a été créé par la société québécoise Druide informatique en 1993. La première version a été commercialisée en 1996. Les cofondateurs de Druide informatique, André D'Orsonnens, un avocat au cabinet Heenan Blaikie, Bertrand Pelletier et Éric Brunelle, un ancien membre de l'équipe qui a conçu Le Correcteur 101, un outil de correction populaire à l'époque, ont pour objectif plus ambitieux que se limiter à la correction orthographique. Les fondateurs de l'entreprise se donnent l'objectif de livrer «une trousse d'outils complète pour l'aide à la rédaction du français ».
En octobre 2009, la version Antidote HD, est compatible avec les systèmes d'exploitation Microsoft Windows, Mac OS X et Linux.
En novembre 2012, la version Antidote 8 est commercialisée,.
Avec sa version Antidote 9 lancée en novembre 2015, Antidote permet d'effectuer la révision de textes en anglais. Cette nouvelle version connaît un fort succès dans la vente au détail et les revenus de l'entreprise progressent de 35% pour s'établir à 17 millions $ dans l'année qui suit le lancement de la nouvelle version, qui marque également le 20e anniversaire du lancement de la première version. 
L'entreprise profite de cet anniversaire pour faire un don de 1 million $ au centre de recherche MILA de l'Université de Montréal, dirigé par Yoshua Bengio. Ce rapprochement avec le centre de recherche vise d'abord à remercier l'alma mater des cofondateurs, mais aussi à collaborer dans le développement de l'apprentissage profond, qui a une incidence importante dans l'analyse linguistique, indique l'entreprise. 
En octobre 2021, la version 11 du logiciel est disponible au grand public. Plusieurs des nouveautés de la nouvelle version tirent profit de la collaboration de l'équipe de Druide avec les chercheurs du MILA. Au centre des changements, un nouveau moteur neuronal qui s'appuie sur l'apprentissage profond qui permet de déceler et de suggérer des corrections aux erreurs dans un texte, comme l'absence d'une virgule ou d'un mot manquant.

## Notoriété
Via son « portail linguistique », le gouvernement du Canada promeut les conseils linguistiques publiés par Druide informatique, en complément du logiciel Antidote.
L'éditeur s'est engagé à remettre un exemplaire d'Antidote à une école pour dix exemplaires vendus au détail au Canada, et déclare avoir ainsi distribué 12 409 exemplaires de 1996 à fin 2011.

## Constitution et fonctionnement
Le logiciel Antidote est constitué de plusieurs composants : le correcteur grammatical, les dictionnaires, les guides linguistiques, le prisme de révision, le prisme d'inspection et divers autres outils.

## Clientèle
Antidote est destiné au grand public. Après sa commercialisation en 1996, il était « très prisé des particuliers et des entreprises, dont les rédactions du quotidien français Le Dauphiné libéré, du quotidien québécois Le Devoir et du mensuel belge Le Lion ».
En 2024, le logiciel dans sa version bilingue est installé par défaut sur tous les postes publics de l'Université de Sherbrooke, notamment dans les bibliothèques. Il est autorisé par l'Université d'Ottawa pour les salariés et les étudiants. Les postes informatiques des bibliothèques de l'Université de Montréal le contiennent. L'Université du Québec en Outaouais offre le logiciel à ses étudiants
et les postes informatiques des bibliothèques de l'Université Laval le contiennent aussi.

## Concurrence
- LanguageTool Open Source, corrige la grammaire française, s'intègre sous OpenOffice et LibreOffice.
- Grammalecte Open source, correcteur grammatical pour OpenOffice et LibreOffice.
- ASpell : un logiciel libre de correction orthographique ; ce logiciel ne fait pas de correction grammaticale et il ne dispose pas d'outils d'aide à la rédaction.
- Cordial, de Synapse Développement.
- ProLexis, de Diagonal et Le Robert Correcteur, des éditions Le Robert et Diagonal, remplaçant[16] Le Petit ProLexis[17].

## Distinctions
Les premières versions du logiciel ont été distinguées, :
- janvier 1998 : nomination dans la liste « Les 50 produits les plus marquants de l'année » par la revue Macworld, revue mensuelle consacrée aux produits Apple[réf. souhaitée] ;
- janvier 1999 : « la nouvelle référence des correcteurs grammaticaux français » par la revue du CALICO (The Computer Assisted Language Instruction Consortium)[réf. souhaitée] ;
- mai 2004 : le projet « Antidote Prisme » a été l'un des lauréats (catégorie « Innovation technologique ») de l'Octas de l'innovation technologique 2004, décerné par la Fédération de l’informatique du Québec.